# Ivanka Lefeuvre
Ivanka Lefeuvre (* Šimková 25. dubna 1949 Praha, známá také jako Hyblerová) je česko-francouzská psycholožka, disidentka, signatářka Charty 77 a spolupracovnice Výboru na obranu nespravedlivě stíhaných.
Studovala psychologii na Universitě Jana Evangelisty Purkyně v Brně, ale kvůli nesouhlasu s normalizací byla ze studií vyloučena. Za šíření letáků vyzývajících k bojkotu voleb do Federálního shromáždění strávila šest měsíců ve vazbě. Poté se jí s obtížemi podařilo dostudovat na Filozofické fakultě Univerzity Karlovy. 28. prosince 1976 jako jedna z prvních podepsala Chartu 77. V roce 1982 byla v rámci akce Asanace donucena k emigraci. Odstěhovala se tedy do Francie, protože uměla francouzsky a měla zde známé. I v emigraci pokračovala ve spolupráci s Výborem na obranu nespravedlivě stíhaných, rádiem Svobodná Evropa a pařížskou redakcí časopisu Svědectví. V roce 2014 vydala knihu Migrace 1982.